# Sítio Arqueológico do Pântano de Kow
O sítio arqueológico do Pântano Kow compreende um local onde existem vários corpos enterrados do fim do Pleistoceno na costa leste de um antigo lago conhecido como Pântano Kow. O local fica a 10 km a sudeste de Cohuna, no vale central do rio Murray, a norte de Victoria, Austrália. O local foi importante para as escavações arqueológicas de Alan Thorne entre 1968 e 1972, que recuperaram parcialmente os restos mortais de mais de 22 indivíduos.

## Localidade
O nome do Pântano de Kow é derivado de uma palavra aborígene na língua Yorta Yorta Yorta, (Ghow), que se refere ao solo de gesso branco encontrado na área. O Pântano Kow é agora um corpo de água permanente, devido ao seu uso para armazenamento de irrigação, 15 quilômetros (9 mi) em circunferência, com uma profundidade média de 3 metros. Originalmente um pântano de baixa altitude, foi preenchido quando o rio Murray está em inundação ou correndo em altos níveis, enquanto o riacho Bendigo fornece uma quantidade menor de água.

## Descoberta
Há evidências da recente ocupação aborígene da área a partir de árvores de canoa e middens, enquanto os primeiros registros de colonos descrevem um local cerimonial aborígene no lado norte do pântano. A evidência mais notável foi a descoberta em 1925, no lado oeste do pântano, do Crânio de Cohuna por um empreiteiro local. O editor do jornal local Cohuna Farmers Weekly notificou as autoridades e o significado da descoberta foi realizado. Na década de 1960, Alan Thorne também identificou osso arcaico da coleção no Museu de Victoria, e rastreou o local de achado até o Pântano de Kow. Escavações arqueológicas foram realizadas entre 1968 e 1972 por Thorne para a Universidade Nacional Australiana em Canberra. Outros restos mortais foram encontrados ao redor do pântano por um morador local interessado, Gordon Spark. Em 1972, os restos mortais de pelo menos quarenta indivíduos haviam sido escavados e estudados. Essas descobertas ajudaram a estabelecer a diversidade da história genética aborígene e foram interpretadas como representando diferentes ondas de imigrantes para a Austrália antes da descoberta europeia.